# Distretto di Starogard
Il distretto di Starogard (in polacco powiat starogardzki) è un distretto polacco appartenente al voivodato della Pomerania.

## Geografia antropica

### Suddivisioni amministrative
Il distretto comprende 13 comuni.
- Comuni urbani: Czarna Woda, Skórcz, Starogard Gdański
- Comuni urbano-rurali: Skarszewy
- Comuni rurali: Bobowo, Kaliska, Lubichowo, Osieczna, Osiek, Skórcz, Smętowo Graniczne, Starogard Gdański, Zblewo